# عقد الجمان فی تاریخ اهل الزمان
عقد الجمان فی تاریخ اهل الزمان، نوشتهٔ بدرالدین محمود عینی است. وی دوران کودکی، نوجوانی و جوانی را در عین تاب گذارند، سپس به حلب، اورشلیم و سرانجام در سال ۷۸۸ به قاهره رفت و در مدرسه ظاهریه مشغول به خدمت شد و اندکی بعد وظایف تعلیمی و دینی شهر به وی محول د و به عنوان یکی از بزرگان علمی، تألیفاتی در علم فقه، نحو، لغت، صرف، حدیث و تاریخ برجای گذاشت.
وی این کتاب را در ۴۴ جلد مشتمل بر تاریخ عمومی تا وقایع سال ۸۵۰ ق نوشت. کتاب به شیوه سال‌شمار تنظیم شده و از کتاب‌های تراجم نیز محسوب می‌شود. ارتباط هلاکوخان با شام و نیز روابط قبایل شام و عراق از فصل‌های مهم این کتاب است. وی در تدوین این کتاب از منابع قرن ۵ و ۶ هجری بهره گرفته و از عبدالملک همدانی، صاحب السیر بیشترین روایت را ارائه داده‌است. از مزایای کتاب، آوردن نقل‌قول‌های متفاوت از روایات و حوادث تاریخی مربوط به جنگ‌های صلیبی است، بدین طریق خواننده به راحتی به تفاوت‌های موجود میان داده‌های تاریخی پی می‌برد و این نشان از روح انتقاد تاریخی مورخ است.